# Lambert Nypels
Lambert Nypels, né le 24 juin 1783 à Maastricht et mort le 22 août 1851 à Bruxelles, est un militaire belge. Il sert dans la Grande Armée et participe aux nombreuses guerres napoléoniennes. À la fin du Premier Empire, il rejoint les forces armées néerlandaises et, en 1830, lorsque la Belgique prend son indépendance, il se range de son côté. Il dirige alors les troupes belges jusqu'à sa retraite en 1842.

## Biographie

### Premières armes
Lambert Pierre Antoine André Servais naît le 24 juin 1783 à Maastricht,. Le 1er mars 1801, à l'âge de 18 ans, il entre comme sergent au service de la République Française, dans la légion franche,. Il combat en Italie et obtient le grade de sous-lieutenant en mai de la même année, ne restant que trois mois sous-officier.

### Guerres napoléoniennes
En 1804, Napoléon prévoit d'envahir l'Angleterre et Nypels doit participer à l'assaut,. Le projet est finalement abandonné et il est envoyé en Allemagne. De 1805 à 1814, il va participer aux différentes campagnes militaires du Premier Empire. Durant cette période, Lambert Nypels démontre un caractère « chevaleresque » face à l'ennemi.
Il participe ainsi en 1805 aux batailles de Wertingen, Günzburg, d'Elchingen et d'Austerlitz,. Il est blessé par balle à la bataille d'Iéna en 1806 et il est promu lieutenant pour « brillante conduite ». En 1807, il combat à Eylau et à Friedland. Il est blessé en 1809, à Raab, où il est salué du titre de « brave parmi les braves ».
Il continue néanmoins à se battre et participe à la bataille de Wagram. Il y est touché par un boulet de canon, qui lui « laboure » les deux cuisses,. Il rentre alors en France et est promu capitaine le 17 novembre 1809,. Il ne tarde par à repartir au combat, cette fois avec l'armée d'Espagne, effectuant toute la campagne d'Espagne. Il retrouve ensuite la Grande Armée et est blessé gravement à la bataille de Maloïaroslavets et assiste à la retraite de Russie,.
En 1813, il est encore une fois blessé, cette fois par un éclat d'obus, à Mantoue en Italie. Il est promu la même année chef de bataillon et participe à la campagne de Saxe. L'année suivante, durant la campagne de France, il combat aux batailles de Brienne, de la Rothière, de Champaubert et de Montereau.

### Officier belge
Le 14 mars 1815, sur sa demande, il démissionne de l'armée française et le 4 avril rejoint les forces armées du Royaume uni des Pays-Bas, nouvellement formées, avec le grade de lieutenant-commandant,. Il commande le 21e bataillon de milice, puis l'année suivante le dépôt de la 1re division d'infanterie et en 1826, il prend le commandement, avec le grade de colonel, de la 3e division d'infanterie.
En 1830, la révolution belge éclate et le gouvernement provisoire de Belgique fait appel aux officiers d’origine belge afin de rejoindre l'insurrection et la guerre belgo-néerlandaise. Nypels, malgré sa situation intéressante dans l'armée néerlandaise, rejoint la Belgique. Il obtient le grade de général-major et le 3 octobre 1830 prend le commandement des forces mobiles. Son rôle est de former les volontaires de la révolution belge en une véritable force armée afin de mener à bien la campagne d'Anvers, ce qu'il réalise avec brio. Fin de l'année, il est promu lieutenant général.
En 1831, alors qu'il commande la 2e division, les Pays-Bas tentent de reprendre le contrôle de la Belgique lors de la campagne des Dix-Jours. S'il s'agit d'un échec, Nypels est, d'après certains, impliqué aux côtés des Néerlandais et des orangistes dans cette invasion au même titre que le général Daine. Il décide alors que sa conduite soit examinée par la haute cour militaire et se porte volontairement prisonnier. Un arrêt de non-lieu classe l'affaire.
Le 20 novembre 1832, il rejoint le quartier général de Léopold Ier.

### Fin de vie
En 1835, il se présente aux élections et est sélection pour l’arrondissement de Ruremonde. Il ne sera pas élu pour des questions de nationalité.
Le 14 décembre 1837, il est nommé président de la Commission des pensions militaires, poste qu'il occupe jusqu'au 19 août 1838.
S'il obtient sa retraite militaire le 18 juillet 1842, il est nommé par le gouvernement commandant supérieur des gardes civiques de Bruxelles. Il occupe ce poste jusqu'en 1849,. Il meurt à Bruxelles le 22 août 1851 et est inhumé au cimetière de Saint-Josse-ten-Noode.

## Titres et récompenses
- 1809 : Croix de la Légion d'honneur[5]
- 1813 :  Chevalier de la Légion d'honneur[6].
- 1814 :  Officier de la Légion d'honneur[6].
- 1833 :  Chevalier de l'ordre de Léopold[8].
- 1837 :  Officier de l'ordre de Léopold[8].